# Sichtfaktor
Sichtfaktoren (auch: Einstrahlzahlen, Formfaktoren, Winkelverhältnisse) dienen bei der Berechnung des Strahlungsaustausches zwischen verschiedenen Flächen zur Beschreibung der gegenseitigen geometrischen „Sichtverhältnisse“, also der gegenseitigen Lage und Orientierung der Flächen. Der den beiden Flächen 1 und 2 zugeordnete Sichtfaktor {\displaystyle F_{12}} gibt an, welcher Bruchteil der von Fläche 1 insgesamt diffus ausgesandten Strahlung direkt auf Fläche 2 trifft.
Handelt es sich bei den Strahlung austauschenden Flächen um Schwarze Strahler oder um Graue Lambert-Strahler (beide Strahlertypen sind stets diffuse Strahler), dann kann die Berechnung der ausgetauschten Strahlung durch Verwendung von Sichtfaktoren stark vereinfacht werden. Auf nicht-diffus strahlende Körper können Sichtfaktoren nur in Ausnahmefällen angewendet werden.
Die Berechnung von Sichtfaktoren erfordert die (analytische oder numerische) Integration über die Raumwinkel, unter welchen die Flächen einander sehen. Geometrische Zusammenhänge zwischen den Sichtfaktoren der beteiligten Flächen erlauben meist, einige der gesuchten Sichtfaktoren aus bereits bekannten abzuleiten und so einen Teil der oft aufwändigen Integrationen zu umgehen.
Für zahlreiche geometrische Anordnungen von Strahlerflächen können die zugehörigen Sichtfaktoren als Formeln oder Tabellen einschlägigen Sichtfaktor-Katalogen entnommen werden.

## Strahlungsaustausch

### Photometrisches Grundgesetz

Zwei Flächen als gegenseitige Strahlungspartner im photometrischen Grundgesetz

Gemäß dem photometrischen Grundgesetz (offiziell: „radiometrisches und photometrisches Grundgesetz“) hängt die von einem infinitesimalen Flächenelement {\displaystyle \mathrm {d} A_{1}} auf ein Flächenelement {\displaystyle \mathrm {d} A_{2}} übertragene Strahlungsleistung {\displaystyle \mathrm {d} ^{2}\Phi _{12}} ab
- von der in Richtung {\displaystyle \mathrm {d} A_{2}} abgegebenen Strahldichte {\displaystyle L_{1}},
- von den Flächengrößen {\displaystyle \mathrm {d} A_{1}} und {\displaystyle \mathrm {d} A_{2}},
- von den Winkeln {\displaystyle \beta _{1}} und {\displaystyle \beta _{2}}, um welche die Flächen gegen ihre gemeinsame Verbindungslinie geneigt sind, und
- vom gegenseitigen Abstand {\displaystyle r} der Flächen:

| {\displaystyle \mathrm {d} ^{2}\Phi _{12}={\frac {L_{1}\cdot \cos(\beta _{1})\,\cos(\beta _{2})\,\mathrm {d} A_{1}\,\mathrm {d} A_{2}}{r^{2}}}} |
Um die Strahlungsleistung zwischen endlich großen Flächen {\displaystyle A_{1}} und {\displaystyle A_{2}} zu erhalten, muss über beide Flächen integriert werden:
{\displaystyle \Phi _{12}=\int _{A_{1}}\int _{A_{2}}{\frac {L_{1}\cdot \cos(\beta _{1})\,\cos(\beta _{2})\,\mathrm {d} A_{1}\,\mathrm {d} A_{2}}{r^{2}}}}.
Betrachtet man ausschließlich diffus strahlende Flächen mit überall konstanter Strahldichte, so ist die Strahldichte {\displaystyle L_{1}} an allen Ausstrahlorten und in allen Ausstrahlrichtungen dieselbe und kann als Konstante vor die Integrale gezogen werden:
{\displaystyle \Phi _{12}=L_{1}\cdot \int _{A_{1}}\int _{A_{2}}{\frac {\cos(\beta _{1})\,\cos(\beta _{2})\,\mathrm {d} A_{1}\,\mathrm {d} A_{2}}{r^{2}}}}.
Die Integrale hängen jetzt nur noch von der gegenseitigen geometrischen Konfiguration der beteiligten Flächen ab.

### Sichtfaktor
Berücksichtigt man ferner, dass die laut Voraussetzung diffus, also in alle Richtungen des Halbraums gleichmäßig mit der Strahldichte {\displaystyle L_{1}} strahlende Fläche {\displaystyle A_{1}} insgesamt die Strahlungsleistung
{\displaystyle \Phi _{1}=\pi L_{1}A_{1}}
abgibt (siehe → Strahldichte), dann folgt für den Sichtfaktor zwischen beiden Flächen gemäß dessen Definition:
| {\displaystyle F_{12}:={\frac {\Phi _{12}}{\Phi _{1}}}={\frac {1}{\pi A_{1}}}\int _{A_{1}}\int _{A_{2}}{\frac {\cos(\beta _{1})\,\cos(\beta _{2})}{r^{2}}}\,\mathrm {d} A_{1}\,\mathrm {d} A_{2}} |
Diese Integrale können für gegebene Flächenpaare {\displaystyle A_{1}} und {\displaystyle A_{2}} ein für alle Mal ausgeführt und tabelliert werden.
Beachtet man, dass das Flächenelement {\displaystyle \mathrm {d} A_{2}} von {\displaystyle \mathrm {d} A_{1}} aus betrachtet den Raumwinkel {\displaystyle \mathrm {d} \Omega _{2}=\cos(\beta _{2})\,\mathrm {d} A_{2}/r^{2}} aufspannt (bzw. analog für {\displaystyle \mathrm {d} A_{1}}), so vereinfachen sich die Integrale zu
| {\displaystyle {\begin{aligned}F_{12}&={\frac {1}{\pi A_{1}}}\int _{A_{1}}\int _{\Omega _{2}}\cos(\beta _{1})\,\mathrm {d} \Omega _{2}\;\mathrm {d} A_{1}\\&={\frac {1}{\pi A_{1}}}\int _{A_{2}}\int _{\Omega _{1}}\cos(\beta _{2})\,\mathrm {d} \Omega _{1}\;\mathrm {d} A_{2}\end{aligned}}} |
Ein Sichtfaktor ist also im Wesentlichen das Integral über den von einer der Flächen aufgespannten Raumwinkel, gewichtet mit dem Cosinus des Einfallswinkels auf der anderen Fläche.
Zwei Flächen {\displaystyle \mathrm {d} A_{2}} und {\displaystyle \mathrm {d} A_{2}^{\prime }} haben – auch wenn sie unterschiedlich weit von {\displaystyle \mathrm {d} A_{1}} entfernt liegen und verschieden stark gegen die Sichtlinie geneigt sind – denselben Sichtfaktor bezüglich {\displaystyle \mathrm {d} A_{1}}, wenn sie von {\displaystyle \mathrm {d} A_{1}} aus gesehen denselben Raumwinkel aufspannen und unter demselben Einfallswinkel {\displaystyle \beta _{1}} gesehen werden.

## Reziprozitätsbeziehung
Vertauscht man in der Definitionsgleichung des Sichtfaktors {\displaystyle F_{12}} die Indizes 1 und 2, so erhält man den Sichtfaktor für den Strahlungstransport von 2 nach 1 (orts- und richtungsunabhängiges {\displaystyle L_{2}} vorausgesetzt):
{\displaystyle F_{21}:={\frac {\Phi _{21}}{\Phi _{2}}}={\frac {1}{\pi A_{2}}}\int _{A_{2}}\int _{A_{1}}{\frac {\cos(\beta _{2})\,\cos(\beta _{1})}{r^{2}}}\,\mathrm {d} A_{2}\,\mathrm {d} A_{1}}.
Aus dem Vergleich der beiden Gleichungen folgt die Reziprozitätsbeziehung der Sichtfaktoren:
| {\displaystyle A_{1}\cdot F_{12}\,=\,A_{2}\cdot F_{21}} |
Ist einer der beiden Sichtfaktoren bekannt, so erlaubt diese Beziehung sofort und ohne weitere Rechnung den anderen zu ermitteln.

## Additivität
Ein Integral über eine Fläche kann in eine Summe von Integralen über deren Teilflächen zerlegt werden. Entsprechend kann auch ein Sichtfaktor in eine Summe von Teil-Sichtfaktoren bezüglich der Teilflächen zerlegt werden. Dies kann von Vorteil sein, wenn über die Teilflächen leichter integriert werden kann oder die einfacheren Teil-Sichtfaktoren einer Tabelle entnommen werden können.

## Sichtfaktor-Algebra
Findet der Strahlungsaustausch zwischen {\displaystyle n} Flächen statt, welche einen geschlossenen Hohlraum bilden (alle {\displaystyle L_{i}} als orts- und richtungsunabhängig vorausgesetzt), so folgt aus der Strahlungsbilanz für die Fläche {\displaystyle i}
{\displaystyle \Phi _{i1}+\Phi _{i2}+...+\Phi _{in}\,=\,\Phi _{i}}
nach Division durch {\displaystyle \Phi _{i}} die Summenregel:
| {\displaystyle \sum _{j=1}^{n}F_{ij}\,=\,1,\quad i=1,2,...n} |
Der in der Summe auftretende Summand {\displaystyle F_{ii}} beschreibt den Strahlungsaustausch der Teilfläche {\displaystyle i} mit sich selbst. Er ist für ebene und konvexe Flächen stets Null, kann für konkave Flächen aber ungleich Null sein.
In einem von {\displaystyle n} Teilflächen gebildeten Hohlraum treten insgesamt {\displaystyle n^{2}} Sichtfaktoren auf. Diese müssen nicht unbedingt alle einzeln durch Ausführen der oben angegebenen Integrale ermittelt werden. {\displaystyle n} Sichtfaktoren können bestimmt werden, indem die Summenregel auf jede der {\displaystyle n} Teilflächen angewendet wird. Die Reziprozitätsbeziehung liefert weitere {\displaystyle n(n-1)/2} Sichtfaktoren. Es bleiben somit nur noch
{\displaystyle n^{2}-n-n(n-1)/2\,=\,n(n-1)/2}
Sichtfaktoren unabhängig voneinander zu bestimmen. Diese Zahl verringert sich noch um die Anzahl der konvexen und ebenen Teilflächen, für die {\displaystyle F_{ii}=0} ist.

### Beispiel
Man betrachte einen kugelschalenförmigen Hohlraum, welcher von der inneren Kugelfläche 1 und der äußeren Kugelfläche 2 begrenzt wird. Zu bestimmen sind die Sichtfaktoren {\displaystyle F_{11}}, {\displaystyle F_{12}}, {\displaystyle F_{21}} und {\displaystyle F_{22}}.
Da Fläche 1 konvex ist, folgt sofort {\displaystyle F_{11}=0}.
Die auf Fläche 1 angewendete Summenregel liefert
{\displaystyle 1\,=\,F_{11}+F_{12}\,=\,0+F_{12}\,=\,F_{12}};
die gesamte von der inneren Fläche 1 abgegebene Strahlung fällt also auf die äußere Fläche 2.
Aus der Reziprozitätsbeziehung folgt
{\displaystyle F_{21}\,=\,{\frac {A_{1}}{A_{2}}}F_{12}\,=\,{\frac {A_{1}}{A_{2}}}\,=\,\left({\frac {r_{1}}{r_{2}}}\right)^{2}<1}.
Die auf Fläche 2 angewendete Summenregel schließlich ergibt:
{\displaystyle F_{22}\,=\,1-F_{21}\,=\,1-{\frac {A_{1}}{A_{2}}}\,=\,1-\left({\frac {r_{1}}{r_{2}}}\right)^{2}}.
{\displaystyle F_{22}} ist nicht gleich Null, da Fläche 2 konkav ist und ein Teil der von ihr abgegebenen Strahlung wieder (an anderer Stelle) auf sie selbst trifft.
In diesem Fall mit {\displaystyle n=2} bleibt also nur ein einziger Sichtfaktor ({\displaystyle F_{21}} oder {\displaystyle F_{22}}) aus den geometrischen Daten des Hohlraums zu bestimmen. Diese Bestimmung kann bei diesem Beispiel sogar einfach durch Berechnung eines algebraischen Terms erfolgen, also ohne Ausführung des definierenden Integrals; dies stellt jedoch nicht den Normalfall dar.

## Anwendung
Voraussetzung für die Anwendung von Sichtfaktoren ist, dass die von den beteiligten Flächen ausgehende Strahldichte auf jeder Fläche konstant ist und richtungsunabhängig (diffus) abgegeben wird.
Diese Voraussetzung ist insbesondere erfüllt, wenn die beteiligten Flächen Schwarze Strahler mit jeweils räumlich konstanter Temperatur sind, da Schwarze Strahler zwangsläufig auch diffuse Strahler sind. In diesem Fall ist der Strahlungsaustausch besonders einfach zu berechnen, da jede Schwarze Teilfläche alle auftreffende Strahlung absorbiert und keinerlei reflektierte Strahlung zu berücksichtigen ist.
Liegen zwei Schwarze Strahler 1 und 2 mit dem gegenseitigen Sichtfaktor {\displaystyle F_{12}} vor, so ist die von 1 ausgehende und bei 2 eintreffende Strahlungsleistung gegeben durch
{\displaystyle \Phi _{12}\,=\,F_{12}\cdot \Phi _{1}}
Nun ist aber die von der gesamten Sendefläche in alle Richtungen abgegebene Strahlungsleistung {\displaystyle \Phi _{1}} nichts anderes als die mit der Fläche multiplizierte spezifische Ausstrahlung des Strahlers, welche im Falle eines Schwarzen Strahlers mit Hilfe des Stefan-Boltzmann-Gesetzes berechnet werden kann:
{\displaystyle \Phi _{1}\,=\,\sigma \cdot A_{1}\cdot T_{1}^{4}}.
| {\displaystyle \sigma } | : | Stefan-Boltzmann-Konstante       |
| {\displaystyle T_{1}}   | : | absolute Temperatur der Fläche 1 |
Es ist also
| {\displaystyle \Phi _{12}\,=\,A_{1}\cdot F_{12}\cdot \sigma \,T_{1}^{4}} |
Da der Empfänger ebenfalls ein Schwarzer Strahler mit dem Reflexionsgrad Null ist, wird die gesamte auftreffende Strahlung absorbiert.
Die Eigenemission Grauer Lambert-Strahler mit räumlich konstanter Temperatur erfüllt ebenfalls die Voraussetzung konstanter und diffuser Strahldichte. Hier setzt sich jedoch im Allgemeinen die von jeder Teilfläche abgegebene Strahldichte zusammen aus der Eigenemission der Fläche und einem reflektierten Anteil jener Strahlung, die von den anderen Teilflächen her eintrifft (und ihrerseits sowohl deren Eigenemissionen als auch reflektierte Anteile enthält). Dies erfordert die Aufstellung entsprechend detaillierter Gleichungssysteme (siehe z. B. Radiosity).

## Differentielle Sichtfaktoren
Bisher wurden Sichtfaktoren zwischen endlichen Flächen behandelt. Sie dienten zur Ermittlung der von einer der Flächen auf die andere übertragenen, in Watt gemessenen Strahlungsleistung. In der Praxis treten jedoch häufig auch differentielle Flächen auf, etwa wenn die von einer Strahlungsquelle mit der Fläche {\displaystyle A_{1}} an einem bestimmten Punkt mit der infinitesimalen Fläche {\displaystyle \mathrm {d} A_{2}} erzeugte Bestrahlungsstärke, also eine in Watt pro Quadratmeter gemessene Leistungsdichte ermittelt werden soll.
Differentielle Flächen erster Ordnung sind z. B. infinitesimal dünne aber endlich oder unendlich lange Streifen, Kreisringe und Ähnliches. Sie dienen oft als Ausgangspunkt für Integrationen über endliche Flächen. Differentielle Flächen zweiter Ordnung sind infinitesimal kleine Flächenstücke, wie sie beispielsweise im fotometrischen Grundgesetz bereits verwendet wurden.
In der Notation kann am jeweiligen Index des Sichtfaktors kenntlich gemacht werden, ob es sich um eine endliche oder differentielle Fläche handelt (z. B. {\displaystyle F_{d1\,2}}). Sichtfaktoren auf eine differentielle Fläche sind selbst differentielle Größen (z. B. {\displaystyle \mathrm {d} F_{1\,d2}}).

### Zwei differentielle Flächen
Die Strahlungsleistung, welche die Fläche {\displaystyle \mathrm {d} A_{1}} mit der Strahldichte {\displaystyle L_{1}} in den von ihr überblickten Halbraum abgibt, ist {\displaystyle \pi \,L_{1}\,\mathrm {d} A_{1}}. Die davon auf die Fläche {\displaystyle \mathrm {d} A_{2}} treffende Strahlungsleistung ist durch das fotometrische Grundgesetz gegeben. Das Verhältnis beider ist
{\displaystyle \mathrm {d} F_{d1\,d2}\,=\,{\frac {L_{1}\cos(\beta _{1})\cos(\beta _{2})\,\mathrm {d} A_{1}\,\mathrm {d} A_{2}/r^{2}}{\pi \,L_{1}\,\mathrm {d} A_{1}}}\,=\,{\frac {\cos(\beta _{1})\cos(\beta _{2})}{\pi r^{2}}}\,\mathrm {d} A_{2}\,=\,{\frac {\cos(\beta _{1})\,\mathrm {d} \Omega _{2}}{\pi }}}.
Durch Vergleich dieses Ausdrucks mit dem Ausdruck für den umgekehrten Strahlungsfluss (der sich durch Vertauschen der Indizes ergibt) erhält man die Reziprozitätsbeziehung
| {\displaystyle \mathrm {d} A_{1}\cdot \mathrm {d} F_{d1\,d2}\,=\,\mathrm {d} A_{2}\cdot \mathrm {d} F_{d2\,d1}} |

### Eine differentielle und eine endliche Fläche
Ist die Sendefläche {\displaystyle \mathrm {d} A_{1}} differentiell, so ist die abgegebene Strahlungsleistung wiederum {\displaystyle \pi \,L_{1}\,\mathrm {d} A_{1}}, während das fotometrische Grundgesetz nun über die endliche Empfangsfläche {\displaystyle A_{2}} integriert werden muss:
{\displaystyle F_{d1\,2}\,=\,{\frac {\int _{A_{2}}(L_{1}\cos(\beta _{1})\cos(\beta _{2})\,\mathrm {d} A_{1}/r^{2})\,\mathrm {d} A_{2}}{\pi \,L_{1}\,\mathrm {d} A_{1}}}\,=\,\int _{A_{2}}{\frac {\cos(\beta _{1})\cos(\beta _{2})}{\pi r^{2}}}\,\mathrm {d} A_{2}\,=\,\int _{A_{2}}{\frac {\cos(\beta _{1})\,\mathrm {d} \Omega _{2}}{\pi }}\,=\,\int _{A_{2}}\mathrm {d} F_{d1\,d2}}.
Betrachtet man den umgekehrten Strahlungsfluss, so ist die Sendefläche {\displaystyle A_{2}} endlich, und sie gibt die Strahlungsleistung {\displaystyle \textstyle \int _{A_{2}}\pi \,L_{2}\,\mathrm {d} A_{2}} ab. Das fotometrische Grundgesetz ist ebenfalls über {\displaystyle A_{2}} zu integrieren:
{\displaystyle \mathrm {d} F_{2\,d1}\,=\,{\frac {\int _{A_{2}}(L_{2}\cos(\beta _{1})\cos(\beta _{2})\,\mathrm {d} A_{1}/r^{2})\,\mathrm {d} A_{2}}{\int _{A_{2}}\,\pi \,L_{2}\,\mathrm {d} A_{2}}}\,=\,{\frac {\mathrm {d} A_{1}}{A_{2}}}\int _{A_{2}}{\frac {\cos(\beta _{1})\cos(\beta _{2})}{\pi r^{2}}}\,\mathrm {d} A_{2}\,=\,{\frac {\mathrm {d} A_{1}}{A_{2}}}\int _{A_{2}}{\frac {\cos(\beta _{1})\,\mathrm {d} \Omega _{2}}{\pi }}\,=\,{\frac {\mathrm {d} A_{1}}{A_{2}}}\int _{A_{2}}\mathrm {d} F_{d1\,d2}}.
Der Vergleich der beiden so erhaltenen Sichtfaktoren liefert die Reziprozitätsbeziehung
| {\displaystyle \mathrm {d} A_{1}\,F_{d1\,2}\,=\,A_{2}\,\mathrm {d} F_{2\,d1}} |
Sichtfaktoren zwischen einer differentiellen und einer endlichen Fläche sind oft einfacher zu ermitteln als Sichtfaktoren zwischen zwei endlichen Flächen, da anstelle eines Doppelintegrals nur ein Integral über eine Fläche ausgeführt werden muss.

### Beispiel

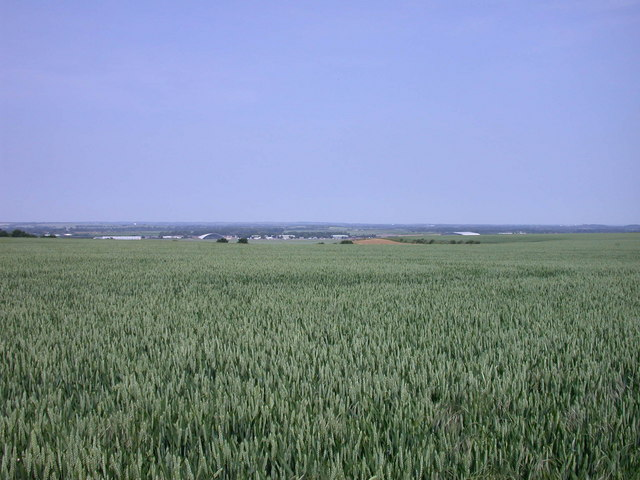
Welcher Bruchteil der Wärmeabstrahlung des Erdbodens kommt bei einem Betrachter an, dessen untere Gesichtsfeldhälfte vom Boden eingenommen wird?

Dieses Beispiel zeigt die Anwendung der Reziprozitätsbeziehung zwischen einer differentiellen und einer endlichen Fläche.
Eine flächige diffuse Strahlungsquelle {\displaystyle A_{2}} mit der konstanten Strahldichte {\displaystyle L_{2}} fülle die eine Hälfte des Gesichtsfeldes des Aufpunkts {\displaystyle \mathrm {d} A_{1}} aus. Zu bestimmen ist die resultierende Bestrahlungsstärke {\displaystyle B_{1}} am Punkt {\displaystyle \mathrm {d} A_{1}}. Man denke beispielsweise an einen Punkt auf einer Gebäudewand, dessen untere Gesichtsfeldhälfte von Wärme abstrahlendem Erdboden eingenommen wird. Wie viel der vom Erdboden in alle Richtungen abgestrahlten Wärme trifft bei diesem Punkt ein?
Die Strahlungsquelle ist {\displaystyle A_{2}}, der Strahlungsempfänger ist {\displaystyle \mathrm {d} A_{1}}. Es erscheint daher zunächst naheliegend, das Problem unter Verwendung des Sichtfaktors {\displaystyle \mathrm {d} F_{2\,d1}} zu lösen:
Die insgesamt von Fläche {\displaystyle A_{2}} in alle Richtungen abgegebene Strahlungsleistung ist
{\displaystyle \Phi _{2}\,=\,\pi \,L_{2}A_{2}}.
Die auf {\displaystyle \mathrm {d} A_{1}} einfallende Strahlungsleistung {\displaystyle \mathrm {d} \Phi _{2\,d1}} ergibt sich daraus durch Verwendung des Sichtfaktors von {\displaystyle A_{2}} auf {\displaystyle \mathrm {d} A_{1}}:
{\displaystyle \mathrm {d} \Phi _{2\,d1}=\Phi _{2}\cdot \mathrm {d} F_{2\,d1}}.
Bei der Berechnung dieses Sichtfaktors wäre jedoch über die unendlich ausgedehnte Sendefläche {\displaystyle A_{2}} zu integrieren, wobei für jedes Flächenelement {\displaystyle \mathrm {d} A_{2}} der in Richtung Empfangspunkt zielende Abstrahlwinkel {\displaystyle \beta _{2}} sowie der Auftreffwinkel {\displaystyle \beta _{1}} am Empfangspunkt zu ermitteln wären:
{\displaystyle \mathrm {d} F_{2\,d1}\,=\,{\frac {\mathrm {d} A_{1}}{A_{2}}}\int _{A_{2}}{\frac {\cos(\beta _{1})\cos(\beta _{2})}{\pi r^{2}}}\,\mathrm {d} A_{2}}.
Das Auftreten differentieller Größen ist außerdem der Anschaulichkeit nicht zuträglich. Einfacher und vor allem auch anschaulicher als die Berechnung eines differentiellen Sichtfaktors ist die Ermittlung des umgekehrten Sichtfaktors. Dieser ist (siehe vorigen Abschnitt)
{\displaystyle F_{d1\,2}\,=\,\int _{A_{2}}{\frac {\cos(\beta _{1})\cos(\beta _{2})}{\pi r^{2}}}\,\mathrm {d} A_{2}\,=\,{\frac {1}{\pi }}\,\int _{\Omega _{2}}\cos(\beta _{1})\,\mathrm {d} \Omega _{2}},
so dass nur das mit dem Cosinus des Einfallswinkels gewichtete Integral über den Raumwinkel {\displaystyle \Omega _{2}} zu führen ist, den die Fläche {\displaystyle A_{2}} von Punkt {\displaystyle \mathrm {d} A_{1}} aus gesehen aufspannt. Es treten außer im Integral keine differentiellen Größen auf.
Die Berechnung ist einfach: Das gesamte Gesichtsfeld spannt den Raumwinkel {\displaystyle 2\pi } auf, ein Integral über diesen Raumwinkel, gewichtet mit dem Cosinus des Einfallswinkels hat den Wert {\displaystyle \pi }. Hier ist nur über das halbe Gesichtsfeld zu integrieren, das vorliegende Integral hat also den Wert {\displaystyle \pi /2} und es ist
{\displaystyle F_{d1\,2}\,=\,{\frac {1}{\pi }}\cdot {\frac {\pi }{2}}\,=\,{\frac {1}{2}}}.
Insgesamt ergibt sich
{\displaystyle B_{1}\,=\,{\frac {\mathrm {d} \Phi _{2\,d1}}{\mathrm {d} A_{1}}}\,=\,{\frac {\Phi _{2}\cdot \mathrm {d} F_{2\,d1}}{\mathrm {d} A_{1}}}\,=\,{\frac {\Phi _{2}\cdot {\frac {\mathrm {d} A_{1}}{A_{2}}}F_{d1\,2}}{\mathrm {d} A_{1}}}\,=\,{\frac {\Phi _{2}\cdot F_{d1\,2}}{A_{2}}}\,=\,{\frac {\pi \,L_{2}A_{2}\cdot {\frac {1}{2}}}{A_{2}}}\,=\,{\frac {\pi \,L_{2}}{2}}}.
Betrachtet man anstelle der Strahldichte {\displaystyle L_{2}} des Erdbodens dessen spezifische Ausstrahlung {\displaystyle M_{2}=\pi \,L_{2}}, dann ergibt sich der einfache Zusammenhang
{\displaystyle B_{1}\,=\,{\frac {M_{2}}{2}}}.
Strahlt also beispielsweise der warme Erdboden mit einer spezifischen Ausstrahlung von 400 W/m², so erzeugt er auf der Fassade eine Bestrahlungsstärke von 200 W/m².
Allgemein gilt
{\displaystyle B_{1}\,=\,{\frac {\Phi _{2}}{A_{2}}}F_{d1\,2}\,=\,M_{2}\,F_{d1\,2}}.
Dieser Zusammenhang wird oft benötigt, wenn die durch flächige Strahlungsquellen an einem Empfangspunkt erzeugte Bestrahlungsstärke ermittelt werden soll. Die Formel kommt (obwohl der Empfangspunkt eine differentielle Fläche ist) ohne unanschauliche differentielle Größen aus, wenn sie unter Verwendung des umgekehrten Sichtfaktors formuliert wird.

## Veranschaulichung

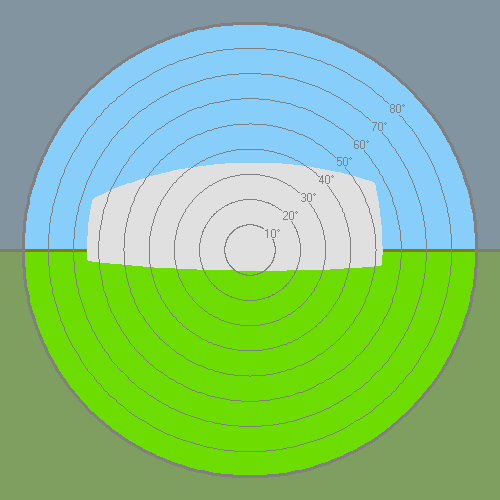
Das Fischaugen-Diagramm zeigt eine schematische Szene mit Erdboden (grün), Himmel (blau) und einem Gebäude (grau).

Als Beispiel zur geometrischen Veranschaulichung von Sichtfaktoren  sei folgende Situation betrachtet: Zur Untersuchung der nächtlichen Betauung einer Fassade ist für einen gegebenen Punkt auf deren Oberfläche die nachts aus der Umgebung auf diesen Punkt einfallende Wärmestrahlung zu berechnen. Die Umgebung besteht aus Erdboden in der unteren Hälfte des Gesichtsfeldes, Himmel in der oberen Hälfte, und einem im Gesichtsfeld befindlichen Nachbargebäude.
Das nebenstehende Diagramm zeigt diese Umgebung aus Sicht des Aufpunktes. Dargestellt ist das Gesichtsfeld des Punktes in einer fischaugen-artigen Projektion, der Erdboden ist grün, der Himmel blau und das Gebäude (perspektivisch verzerrt) grau eingezeichnet. Ebenfalls eingezeichnet sind Linien gleichen Einfallswinkels, von 0° in der Bildmitte bis 90° am kreisförmigen Gesichtsfeldrand.
Das Gesichtsfeld spannt den Raumwinkel {\displaystyle 2\pi } auf. Ohne das Gebäude nähmen sowohl Erde als auch Himmel jeweils den Raumwinkel {\displaystyle \pi } ein und hätten den Sichtfaktor ½ (siehe obiges Beispiel). Das Gebäude spannt jedoch den Raumwinkel {\displaystyle \Omega =1{,}21} auf (durch numerische Integration bestimmt),
{\displaystyle \Omega _{2}\,=\,\int _{\Omega _{2}}\mathrm {d} \Omega _{2}\,=\,1{,}21}.
so dass für die teilweise verdeckte Erde der Raumwinkel 2,92 und für den Himmel der Raumwinkel 2,16 verbleiben.
Zur Bestimmung der jeweiligen Sichtfaktoren müssen die Integrale über die Raumwinkel wiederholt werden, jetzt jedoch mit dem Cosinus des Einfallswinkels als zusätzliche Gewichtung. Der mittlere Teil des Gebäudes liegt im Zentrum des Gesichtsfeldes (Einfallswinkel ≈0°) und erhält daher das Gewicht ≈1, die äußeren Teile werden jedoch unter größeren Einfallswinkeln gesehen und daher etwas stärker abgewichtet; das gewichtete Integral {\displaystyle \Omega _{g2}} hat den Wert 0,99:
{\displaystyle \Omega _{g2}\,=\,\int _{\Omega _{2}}\cos(\beta _{1})\,\mathrm {d} \Omega _{2}\,=\,0{,}99}.
Himmel und Erde erstrecken sich bis zum Rand des Gesichtsfeldes, wo sie wegen des flachen Einfallswinkels stark abgewichtet werden. Das gewichtete Integral für die Erde hat nur noch den Wert 1,38, das für den Himmel 0,77.
Division der gewichteten Integrale durch {\displaystyle \pi } liefert die Sichtfaktoren. Für das Gebäude ergibt sich der Sichtfaktor 0,32:
{\displaystyle F_{d1\,2}\,=\,{\frac {1}{\pi }}\,\int _{\Omega _{2}}\cos(\beta _{1})\,\mathrm {d} \Omega _{2}\,=\,0{,}32}.
Die Sichtfaktoren für Erde und Himmel sind 0,44 bzw. 0,24. Die Summe aller Sichtfaktoren ist 1, wie von der Summenregel verlangt.
Damit sind die geometrischen Einstrahlverhältnisse erfasst. Für ein konkretes Beispiel sei angenommen, dass Gebäude, Erde und Himmel Graue Strahler mit der gemeinsamen Temperatur 20 °C, aber den Emissionsgraden {\displaystyle \varepsilon _{G}=0{,}85}, {\displaystyle \varepsilon _{E}=0{,}95} und {\displaystyle \varepsilon _{H}=0{,}75} seien. Reflexionen werden vernachlässigt. Nach dem Stefan-Boltzmann-Gesetz betragen die jeweiligen spezifischen Ausstrahlungen MG = 356 W/m², ME = 398 W/m² und MH = 314 W/m². Die Bestrahlungsstärke des Aufpunkts ergibt sich zu B = 0,32 × 356 + 0,44 × 398 + 0,24 × 314 W/m² = 364 W/m².
Wäre das Nachbargebäude nicht vorhanden, so ergäbe sich lediglich die Bestrahlungsstärke B' = 0,5 × 398 + 0,5 × 314 W/m² = 356 W/m².
Wäre die untersuchte Fassade in eine etwas andere Himmelsrichtung ausgerichtet, so dass das Nachbargebäude näher am Rand des Gesichtsfeldes läge, so bliebe der von diesem Gebäude aufgespannte Raumwinkel unverändert, sein Sichtfaktor nähme aber ab, da es in stärker abgewichteten Teilen des Gesichtsfelds läge.